# Gustaf Ahlbert

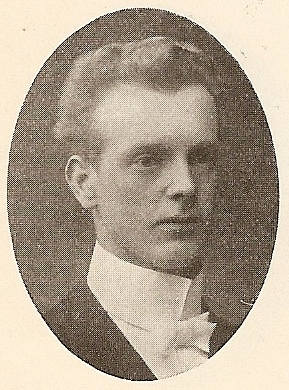
Gustaf Ahlbert (c. 1917)

Gustaf Albert Ahlbert (Vetlanda, Småland, Suecia, 26 de enero de 1884 – Bombay, India, 1943) fue un misionero y lingüista sueco. Sirvió con la Unión Misionera de Suecia en el Turquestán Chino (actual Xinjiang).

## Biografía
Ahlbert nació en Vetlanda, Småland, Suecia, el 26 de enero de 1884.Poseía un amplio conocimiento de hebreo, griego, árabe y uigur. Fue uno de los últimos tres misioneros en ser expulsados de Kashgar en 1939.
Después de su expulsión, continuó su labor misionera entre los musulmanes en India, colaborando con Oskar Hermansson y Dr. Nur Luke en la traducción de la Biblia al uigur. Falleció en Bombay en 1943.